# Navegações
Navegações é o título de um livro de poesia da escritora Sophia de Mello Breyner Andresen.
O volume Navegações foi publicado em edição da Imprensa Nacional - Casa da Moeda e sob os auspícios do Comissariado para a XVII Exposição Europeia de Arte, Ciência e Cultura.

Ilustrado com reproduções de documentos cartográficos do século XVI, tem em apêndice versões francesas e inglesas dos 25 poemas de Sophia de Mello Breyner Andresen, assinadas respetivamente por Joaquim Vital e Ruth Fainlight.
Em 1983 este livro recebeu o Prémio da Crítica do Centro Português da Associação Internacional dos Críticos Literários.e o Prémio Camões